# Xmal Deutschland
 (janvier 2024).
Xmal Deutschland est un groupe de new wave allemand, originaire de Hambourg. Formé en 1980 », le groupe, à l’origine exclusivement féminin, rencontre un large succès en dehors de ses frontières. Anja Huwe est la principale chanteuse du groupe. Le dernier album de Xmal Deutschland sort en 1989.

## Biographie
Xmal Deutschland (souvent écrit X-mal Deutschland et signifiant « X fois l’Allemagne ») est formé en 1980 par Anja Huwe (chant), Manuela Rickers (guitare), Fiona Sangster (synthétiseur), Rita Simon (basse) et Caro May (batterie) à Hambourg au nord de l’Allemagne. Leur première chanson, Großstadtindianer (« indien de la grande ville »), sort un an plus tard sur le label ZickZack d’Alfred Hilsberg. Le groupe participe à l’album collectif Lieber zuviel als zuwenig (« mieux vaut trop que pas assez ») des artistes de cette maison de disques. À cette époque Rita Simon est remplacée par Wolfgang Ellerbrock.
En 1982 le groupe sort la chanson Incubus Succubus (« incube et succube ») qui devient un incontournable de la musique gothique. La batteuse Caro May quitte le groupe pour en former un autre, laissant sa place à Manuela Zwingmann. Alors que leur audience en Allemagne est confidentielle, leur tournée au Royaume-Uni en première partie de Cocteau Twins leur permet de signer chez le label 4AD. Le premier album Fetisch (fétiche) et les singles Qual (tourment) et Incubus Succubus II sortent en 1983. Ils se hissent dans les classements britanniques indépendants alors que le groupe écrit et chante en allemand.
Manuela Zwingmann quitte la formation un an après, et est remplacée par Peter Bellendir. Cette formation Huwe/Rickers/Sangster/Ellerbrock/Bellendir est la plus durable. En 1984 sortent le single Reigen et l’album Tocsin, suivis d’une tournée mondiale en 1985. L'album Sequenz est une nouvelle version de leur session chez John Peel enregistrée le 30 avril 1985 et diffusé le 13 mai 1985. Le disque contient les titres Jahr Um Jahr II, Autumn (le premier titre en anglais, à part quelques bribes sur Qual, Young Man et Tag für Tag) et Polarlicht mais laisse de côté Der Wind de la session de John Peel.
En 1986 sort Matador, produit par Hugh Cornwell des Stranglers. Xmal Deutschland fait la première partie d’un concert des Stranglers à Wembley à Londres. L’album suivant Viva, enregistré à Hambourg, sort en 1987, suivi du single Sickle Moon. Viva contient plusieurs titres en anglais dont un poème d’Emily Dickinson. À cette époque, le groupe répond à un entretien avec Jamie Meakes pour le tristement célèbre fanzine House Of Dolls. Après la sortie de Viva, Manuela Rickers, Fiona Sangster et Peter Bellendir quittent le groupe. Anja Huwe et Wolfgang Ellerbrock continuent de travailler avec Frank Z. du groupe Abwärts à la guitare. Le producteur Henry Staroste joue le synthétiseur et le batteur de studio allemand Curt Cress complète cette formation qui enregistre en 1989 l'album Devils et les singles Dreamhouse et I'll be near you. Ce dernier album est orienté vers une pop commerciale. Le groupe fait quelques apparitions sur scène en 1990 et finit par se séparer.
Après la séparation du groupe, Anja Huwe se consacre à la peinture, et vit entre Hambourg et New York, où a lieu sa première exposition le 10 mars 2005 sous le titre X-Mal.

## Discographie

### Albums studio
- 1983 : Fetisch
- 1984 : Tocsin
- 1987 : Viva
- 1989 : Devils

### EP et singles
- 1981 : 7" Großstadtindianer (Zick-Zack Schallplatten)
- 1982 : 12" Incubus Succubus (Zick-Zack Schallplatten)
- 1983 : 12" Qual (4AD Records)
- 1983 : 7" Incubus Succubus II (4AD Records)
- 1983 : 12" Incubus Succubus II (4AD Records)
- 1985 : 7" Sequenz (Red Rhino)
- 1985 : 12" Sequenz (Red Rhino)
- 1986 : 12"/CD The Peel Sessions (30.04.85) (Strange Fruit)
- 1986 : 7" Matador (eXile XMAL)
- 1986 : 12" Matador (eXile XMAL)
- 1987 : 7" Sickle Moon (eXile XMAL)
- 1987 : 12" Sickle Moon (eXile XMAL)
- 1989 : 12" Dreamhouse (Metronome)
- 1989 : 12" I'll be Near You (Metronome)